# Јерма Филипопољски
Свети Хермес (познатији као Јерма или Ерма) је био један од седамдесет апостола и епископ у Филипопољу.
Спомиње се у посланици апостола Павла Римљанима (Рм 16, 14). Пореклом је био Грк, али живео је дуго у Риму. Саставио је књигу Пастир за коју се у хришћанској традицији верује да је писана према откровењима анђела Божјег. Јерма је прво био богат човек, али је осиромашио. У хришћанској традицији помиње се и да му се једном на молитви јавио човек у белој одећи и са штапом у руци, и рекао му да је он анђео покајања, који је њему послат до краја живота. Хришћани верују да му је тај анђео дао дванаест заповести: 
1. веровати у Бога
2. живети у простоти и невиности, не злостављати и давати милостињу сваком ко проси
3. љубити истину и избегавати лаж
4. чувати целомудреност у помислима
5. учити се трпљењу и великодушности
6. знати да је уза сваког човека пристављен по један добар и по један зао дух
7. бојати се Бога и не бојати се ђавола
8. чинити свако добро и уздржавати се од сваког злог дела
9. молити се Богу из дубине душе са вером да ће се молитва наша услишити
10. чувати се од туге, као сестре сумње и гнева
11. испитивати истинита и лажна пророчанства
12. чувати се од сваке зле жеље.
Свети апостол Јерма је завршио је свој живот мученичком смрћу због вере у Христа.
Српска православна црква слави га 31. маја по црквеном, а 13. јуна по грегоријанском календару.